# Daniel Köllerer
Daniel Köllerer es un extenista profesional, suspendido por la ATP, nacido el 17 de agosto de 1983 en Wels, Austria.
Conocido por su controvertida actitud en la cancha, ha llegado a insultar y discutir con los jueces, el oponente y hasta con el público mismo. Sus mejores resultados se dieron durante 2005 y 2006 en la gira latinoamericana de challengers en polvo de ladrillo, actualmente Copa Petrobras de Tenis. 
Es apodado por sus amigos como "Crazy Dani" y dentro de las particularidades respecto a su comportamiento se encuentran una petición realizada durante un challenger en Aracajú en 2005 por más de 40 jugadores de tenis pidiendo su expulsión. El alemán Tomas Behrend lo calificó como "el jugador más sucio del circuito". . Algunos de los jugadores con los que tuvo incidentes fueron Juan Martín Del Potro, Stefan Koubek, Federico Luzzi (quien lo golpeó después de un partido) y Nicolás Almagro (al que insultó durante un partido, por lo cual fue sancionado por 6 meses) .
El 31 de mayo de 2011 fue suspendido de por vida de las competiciones tenísticas profesionales por estar vinculado a casos de amaño de partidos. La Unidad Integral del Tenis, establecida por la FIT, la ATP y la WTA, acusó al tenista de haber intentado el arreglo y la manipulación de partidos .

## Carrera profesional
2009
En el Catella Swedish Open estuvo a punto de ganarle al español Fernando Verdasco en octavos de final, pero este último remontó increíblemente.

## Títulos (0)

### Participaciones en Grand Slam
| Torneo          | 2010 | 2009 | Títulos |
| --------------- | ---- | ---- | ------- |
| Australian Open | 1r   | 3r   | 0       |
| Roland Garros   | 1r   | 1r   | 0       |
| Wimbledon       | -    | 1r   | 0       |
| US Open         | -    | 3r   | 0       |

### Challengers(6)
| N.º | Fecha                  | Torneo     | Superficie    | Oponente en la final | Resultado   |
| --- | ---------------------- | ---------- | ------------- | -------------------- | ----------- |
| 1.  | 4 de agosto de 2003    | Samarcanda | Tierra batida | Andréi Stoliarov     | 6-2 6-3     |
| 2.  | 29 de agosto de 2005   | Kiev       | Tierra batida | Lukas Dlouhy         | 6-0 3-6 7-5 |
| 3.  | 2 de junio de 2008     | Fürth      | Tierra batida | Santiago Giraldo     | 6-1 6-3     |
| 4.  | 2 de noviembre de 2008 | Cali-2     | Tierra batida | Paul Capdeville      | 6-4 6-3     |
| 5.  | 20 de abril de 2009    | Roma-2     | Tierra batida | Andreas Vinciguerra  | 6-3 6-2     |
| 6.  | 17 de agosto de 2009   | Trani      | Tierra batida | Filippo Volandri     | 6-3 7-6     |

### Finalista en individuales (6)
- 2004: Olbia (pierde ante Stefano Pescosolido)
- 2004: Cordenons (pierde ante Daniel Gimeno-Traver)
- 2005: Bogotá (pierde ante Marcos Daniel)
- 2006: Bogotá (Pierde ante Diego Hartfield)
- 2007: Rímini (pierde ante Oliver Marach)
- 2008: Como (pierde ante Diego Junqueira)